# Helmuth Glaser
Helmuth Glaser (* 22. Oktober 1906 in Berlin; † 17. Juli 1985, auch Helmut Glaser) war ein deutscher Kältetechniker.

## Leben
Nach Schulbesuch in München nahm Helmuth Glaser 1926 an der dortigen Technischen Hochschule das Studium des Maschinenbaus auf, das er 1929 mit dem Diplom eines Maschineningenieurs zum Abschluss brachte. 1938 wurde er hier mit der Arbeit „Der Wärmeübergang in Regeneratoren“ zum Dr.-Ing. promoviert. Die Gesellschaft für Linde’s Eismaschinen bot ihm 1930 in Höllriegelskreuth die Möglichkeit zu einer wissenschaftlichen Tätigkeit unter der Leitung von Helmuth Hausen.
In großen Flughöhen wurde das Problem der Vereisung immer dringender. 1935 wurde Glaser an der Aerodynamischen Versuchsanstalt in Göttingen stellvertretender Leiter des Instituts für Kälteforschung und leitete in dieser Zeit auch den Aufbau einer Außenstelle in Prag. Nach dem Zusammenbruch Nazideutschlands wurde in Göttingen die Forschungsstelle Wärme- und Kältetechnik gegründet, die unter seiner Leitung in das Max-Planck-Institut für Strömungsforschung angegliedert wurde.
In diese Zeit fallen seine Habilitation an der Technischen Hochschule Hannover mit der Arbeit „Dampfkraftprozeß mit Abwärmeverwertung“ (1952) und 1958 die Ernennung zum apl. Professor daselbst. 1961 nahm er seinen Ruf als Ordinarius für Thermodynamik an die TH Stuttgart als einer der Nachfolger von Richard Grammel an, wo er am 2. Oktober 1974 emeritiert wurde. Im Juni des Jahres leitete er noch die Tagung „Tieftemperaturtechnik und ihre Werkstoffe“ in Essen.
Seine wissenschaftlichen Arbeiten beziehen sich von 1930 bis in die 1950er Jahre vor allem auf die Theorie der Wärmetauscher, insbesondere der Regeneratoren der Kältetechnik, deren Energieverlusten und ihrer thermodynamischen Bewertung. Er behandelte auch die Thermodynamik der Kälteprozesse. In der Göttinger Zeit untersuchte er einige sehr originelle Messverfahren, so zur Ermittlung des Taupunkts oder zur Bestimmung des Wärmeübergangskoeffizienten in Schüttungen. Mit Günter Stache aus Karlsruhe meldete er Mitte der 1950er Jahre Patente auf Verfahren zur Kühlung und Entfeuchtung von Schüttgut an. Besondere Beiträge lieferte er zur wenig erforschten Dampfdiffusion in porösen Medien, die unmittelbaren Eingang in die Praxis fanden: Seine zunächst für Kühlhäuser entwickelte graphische Rechenmethode fand im Sommer 1969 Eingang in die DIN 4108-3 für Fertighäuser sowie nicht klimatisierte Wohn- und Bürogebäude. Der Tauwasserschutz im Inneren von Bauteilkonstruktionen wird in der Regel nach dem genormten Verfahren aus DIN 4108-3 (Glaser-Verfahren) ergänzend mit dem darauf aufbauenden Verfahren (1971) nach Richard Jenisch (FH für Technik, Stuttgart) nachgewiesen.
Helmuth Glaser gehörte dem Verein Deutscher Ingenieure (VDI) mit der Mitgliedsnummer 30269 an. Ihm wurde im Jahr 1959 von der VDI-Fachgruppe Verfahrenstechnik der Arnold-Eucken-Preis „in Würdigung seiner Arbeiten über Probleme der Thermodynamik, der Kältetechnik und der Wärme- und Stoffübertragung“ sowie „für seine Verdienste um die Ausbildung des akademischen Nachwuchses“ verliehen.

## Veröffentlichungen (Auswahl)
- mit Ludolf Ritz: Der Kältewindkanal der Aerodynamischen Versuchsanstalt Göttingen; In: Luftwissen, 5; 1938
- Eigenbewegung von Staub in strömenden Gasen; 1941
- Instationäre Messung der Wärmeübertragung von Raschigringschüttung; 1955
- Dehumification of air by means of cool; 1955
- Das Zusammenwirken verschiedener Kälteprozesse; 1956
- Vereinfachte Berechnung der Dampfdiffusion durch geschichtete Wände bei Ausscheidung von Wasser und Eis; In: Kältetechnik, 10/1958
- Graphisches Verfahren zur Untersuchung von Diffusionsvorgängen; In: Kältetechnik, 10/1959
- Wasserdampfdiffusion durch hygroskopische Baustoffe in Hinblick auf die DIN 4108; In: Gesundheitsingenieur; 107. Jg. Heft 2; 1986
- Die Feuchtigkeitsaufnahme hygroskopischer Wände durch Dampfdiffusion